# 西迪阿卜杜拉赫曼 (提亞雷特省)

34°47′55″N 1°07′49″E / 34.79861°N 1.13028°E
西迪阿卜杜拉赫曼（阿拉伯语：‎），是阿爾及利亞的城鎮，位於該國北部提亞雷特省，由艾因凱爾邁斯區負責管轄，面積1,680平方公里，海拔高度1,049米，2008年人口8,350，人口密度每平方公里5人。